# Budova Středoslovenské energetiky
Budova Středoslovenské energetiky je budova v Žilině navržená Františkem Eduardem Bednárikem a Ferdinandem Čapkou (spolupráce Štefan Paulík). Je to nárožní čtyřposchoďová budova postavená v letech 1941 až 1943 pro společnost „Spojené elektrárne severozápadného Slovenska“. Dodnes slouží jako administrativní budova Středoslovenské energetiky a. s., v Žilině.

## Charakteristika
Nároží je mírně zaoblené, vytvořené sklobetonovým kubusem se schodištěm, hlavním vstupem, který je překryt výraznou markýzou podepřenou pilíři. Budova je složena ze dvou křídel, konstrukčně dvoutraktových a dispozičně trojtraktových.
Hlavní fasáda s jejími dlouhými pásovými okny připomíná expresionistickou architekturu 20. let 20. století.